# Suszka (przystanek kolejowy)
Suszka – przystanek kolejowy w Polsce, znajdujący się w Suszce, na północnym krańcu wsi, położonej w powiecie ząbkowickim na linii kolejowej nr 276 z Wrocławia Głównego do Międzylesia.
Według rozkładu jazdy 2019/2020 pociągi na przystanki Suszka nie zatrzymywały się. Od 13 grudnia 2020 przystanek jest obsługiwany (jako przystanek na żądanie).

## Ruch pasażerski
| Rok  | Wymiana pasażerska na dobę |
| ---- | -------------------------- |
| 2017 | 10-19                      |
| 2022 | 0-9                        |

## Historia
Na początku lat 70. XIX przystąpiono do budowy linii kolejowej, która miała połączyć Wrocław z Wiedniem przez ziemię kłodzką. Linia kolejowa z Wrocławia dotarła do Suszki w 1873 r. 8 czerwca 1873 miał miejsce przejazd pierwszego pociągu relacji Wrocław Główny–Międzylesie. Przystanek pełnił role pośredniej stacji między Przyłękiem a Kamieńcem Ząbkowickim.
Obecnie budynek przystanku nie jest wykorzystywany kolejowo i powoli niszczeje.